# Unterseeboot 468
L'Unterseeboot 468 ou U-468 est un sous-marin allemand (U-Boot) de type VIIC utilisé par la Kriegsmarine pendant la Seconde Guerre mondiale.
Le sous-marin fut commandé le 15 août 1940 à Kiel (Deutsche Werke), sa quille fut posée le 1er juillet 1941, il fut lancé le 16 mai 1942 et mis en service le 12 août 1942, sous le commandement de l'Oberleutnant zur See Klemens Schamong.
Il fut coulé par l'aviation britannique le 11 août 1943 au large du Sénégal.

## Conception
Unterseeboot type VII, l'U-468 avait un déplacement de 769 tonnes en surface et 871 tonnes en plongée. Il avait une longueur totale de 67,10 m, un maître-bau de 6,20 m, une hauteur de 9,60 m et un tirant d'eau de 4,74 m. Le sous-marin était propulsé par deux hélices de 1,23 m, deux moteurs diesel Germaniawerft M6V 40/46 de 6 cylindres en ligne de 1 400 cv à 470 tr/min, produisant un total de 2 060 à 2 350 kW en surface et de deux moteurs électriques Siemens-Schuckert GU 343/38-8 de 375 cv à 295 tr/min, produisant un total 550 kW, en plongée. Le sous-marin avait une vitesse en surface de 17,7 nœuds (32,8 km/h) et une vitesse de 7,6 nœuds (14,1 km/h) en plongée. Immergé, il avait un rayon d'action de 80 milles marins (150 km) à 4 nœuds (7,4 km/h; 4,6 milles par heure) et pouvait atteindre une profondeur de 230 m. En surface son rayon d'action était de 8 500 milles nautiques (soit 15 700 km) à 10 nœuds (19 km/h). 
L'U-468 était équipé de cinq tubes lance-torpilles de 53,3 cm (quatre montés à l'avant et un à l'arrière), qui contenaientt quatorze torpilles. Il était équipé d'un canon de 8,8 cm SK C/35 (220 coups) et d'un canon antiaérien de 20 mm Flak. Il pouvait transporter 26 mines TMA ou 39 mines TMB. Son équipage comprenait 4 officiers et 40 à 56 sous-mariniers.

## Historique
Il reçut sa formation de base au sein de la 5. Unterseebootsflottille jusqu'au 31 janvier 1943, puis il intégra sa formation de combat avec la 3. Unterseebootsflottille.
Sa première patrouille du 1er février au 27 mars 1943, au départ de Kristiansand, le fait naviguer dans l'Atlantique Nord. Le 12 mars, il coule en deux torpilles le pétrolier britannique Empire Light au sud-est du Cap Farewell (Groenland). Le navire, un traînard du convoi ON-168, avait été endommagé par une torpille de l'U-638 le 7 mars et fut par la suite abandonné par l'équipage. 
L'U-468 arriva à son nouveau port d'attache, La Pallice, en France occupée, après 55 jours en mer.
Sa deuxième patrouille, du 19 avril au 29 mai 1943, le fit naviguer au milieu de l'Atlantique. Le 22 mai à 8h35, l'U-boot fut attaqué par un Grumman TBF Avenger de l'escadron VC-9 du porte-avions d'escorte USS Bogue (CVE-9). À peine une heure plus tard, il fut attaqué par un autre avion du même escadron, qui cette fois-ci l'endommagea. À 15:57, il fut attaqué pour la troisième fois par un avion de la Royal Navy du 819 Naval Air Squadron (en). Bien que touché par la flak, l'avion ne fut pas détruit. Gravement endommagé, l'U-boot réussit tant bien que mal à rentrer à la base après 41 jours en mer.
Sa troisième patrouille, du 7 juillet au 11 août 1943, le fit naviguer vers le sud de la côte ouest-Africaine. Au 36e jour, il fut attaqué et coulé par un B-24 Liberator du 200e escadron de la RAF, au sud-ouest de Dakar à la position 12° 20′ N, 20° 07′ O. L'U-468 mitrailla l'avion plusieurs fois avec la flak. Bien qu'il fût en flamme, le Libérator continua l'attaque, larguant six charges de profondeur avant de s'écraser en mer, tuant ses huit membres d'équipage.
Deux des six charges de profondeur lancées provoquèrent le naufrage de l'U-468, qui 
coula en moins de 10 minutes, ce qui laissa très peu de temps à l'équipage pour l'abandonner le submersible. Moins de la moitié de l'équipage réussit à quitter l'épave, beaucoup furent blessés ou intoxiqués par le chlore gazeux, d'autres sont morts noyés, d'épuisement ou dévorés par des requins.
Seul le commandant et six membres d'équipage sur 51 hommes survécurent. Les survivants réussirent à extraire un canot en caoutchouc avant que le sous-marin ne disparaisse dans les flots. Ils furent secourus par la corvette HMS Clarkia le 13 août.
Le pilote du Libérator, le Flying Officer Lloyd Allan Trigg de la RNZAF, fut décoré de la Croix de Victoria à titre posthume. Ce fut la seule fois qu'une telle décoration fut décernée uniquement sur le témoignage d'un combattant ennemi et Trigg fut également le premier décoré pour la lutte ASM (lutte anti-sous-marine).
En 2007, le chercheur néo-zélandais Arthur Arculus traqua le commandant allemand Klemens Schamong, à son domicile près de Kiel.

## Affectations
- 5. Unterseebootsflottille du 12 août 1942 au 31 janvier 1943 (Période de formation).
- 3. Unterseebootsflottille du 1er février 1943 au 11 août 1943 (Unité combattante).

## Commandement
- Oberleutnant zur See Klemens Schamong du 12 août 1942 au 11 août 1943.

## Patrouilles
|       | Commandant             | Départ           | Départ       | Arrivée         | Arrivée      | Jours     | Succès  |
| ----- | ---------------------- | ---------------- | ------------ | --------------- | ------------ | --------- | ------- |
|       | Oblt. Klemens Schamong | 28 janvier 1943  | Kiel         | 30 janvier 1943 | Kristiansand | 3 jours   |         |
| 1     | Oblt. Klemens Schamong | 1er février 1943 | Kristiansand | 27 mars 1943    | La Pallice   | 55 jours  | 6 537   |
| 2     | Oblt. Klemens Schamong | 19 avril 1943    | La Pallice   | 29 mai 1943     | La Pallice   | 41 jours  |         |
| 3     | Oblt. Klemens Schamong | 7 juillet 1943   | La Pallice   | 11 août 1943    | Coulé        | 36 jours  |         |
| Total | Total                  | Total            | Total        | Total           | Total        | 135 jours | 6 537 t |

Note : Oblt. = Oberleutnant zur See

### Opérations Wolfpack
L'U-468 opéra avec les Wolfpacks (meute de loups) durant sa carrière opérationnelle.
- Ritter (11-26 février 1943)
- Burggraf (4-5 mars 1943)
- Raubgraf (7-16 mars 1943)
- Amsel (29 avril - 3 mai 1943)
- Amsel 3 (3-6 mai 1943)
- Rhein (7-10 mai 1943)
- Elbe 1 (10-14 mai 1943)
- Mosel (19-23 mai 1943)
- Sans nom (11-29 juillet 1943)

## Navire coulé
L'U-468 coula 1 navire marchand de 6 537 tonneaux au cours des trois patrouilles (135 jours en mer) qu'il effectua.
| Date         | Nom          | Nationalité | Tonnage | Fait  |
| ------------ | ------------ | ----------- | ------- | ----- |
| 12 mars 1943 | Empire Light | Royaume-Uni | 6 537   | Coulé |